# 横山昭二
横山 昭二（よこやま しょうじ、1927年12月18日 - 2007年）は、日本の検察官、弁護士。1995年6月に麻原彰晃の弁護人となったことで特異なキャラクターや発言が注目され、横弁（よこべん）の愛称で一躍、時の人となる。1996年に大阪弁護士会から除名処分を受け弁護士を廃業した後は、歴史を研究しながら余生を送った。

## 経歴
東京府深川区（現在：東京都江東区深川）生まれ。炭坑夫を経て、中央大学法学部二部に入学するも後に中退。大学中退後は肉体労働に従事しながら、30歳で司法試験に合格。司法修習13期修了。同期に麻原彰晃の裁判の一審の国選弁護団団長の渡辺脩、麻原の当初の初公判前に横山に対する懲戒請求をした当時の日本弁護士連合会副会長・大阪弁護士会会長の上原洋允、オウム真理教宗教法人解散請求時の東京地検検事正の飛田清弘がいる。
1961年に検察官任官。検察官退官後は弁護士に転じ、三代目山口組若頭山本健一の弁護人のほか、暴力団員の弁護も多数していた。
弁護した暴力団員から紹介を受けたオウム真理教偽装脱会信者の依頼で、1995年6月9日からオウム真理教事件において教祖の麻原彰晃の私選弁護人を務めた。当時の日弁連会長土屋公献が横山一人で弁護することを批判した際「麻原が6月6日に起訴される前に、地元の東京の弁護士が一人も付かないでおって、今さら何を言う」と反論した。弁護料は月150万円。
初公判の前日の10月25日に松本知子から麻原の弁護人に選任された弁護士野崎研二が接見した直後に麻原により解任されるが、10月27日に再任される。野崎はこのことについて「横山を辞めさせることに関しては確信犯だった」と述べ、有田芳生は「上祐史浩は野崎に横山を何とかしたいと相談していた」と述べた。また、山際永三は「野崎弁護士にオウム弁護を持ちかけたのは自分で、横山解任には役割を果たしてくれた」と述べた。
10月には債務整理放置疑惑の件で上原洋允から懲戒請求をされ、10月22日には横山を乗せたオウム信者が運転する車が交通事故を起こした。事故時に運転していたのは、福岡高等裁判所の書記官・事務官併せて16年勤務した信者だったという。横山は2週間入院する予定だったが、病院にマスコミが大挙して押しかけ入院した日の夜に退院した。このことで、オウム本部と対立。退院翌日には、書証の同意不同意について、当時のオウムの法務部長だった吉岡毅とも対立し、11月10日に福岡地裁で9名が、11月17日には福岡地裁小倉支部で6名が、債務整理の預託金の返還請求の訴訟を起こし、12月2日に麻原により再び解任された（訴訟はいずれも後に和解が成立）。
12月21日には『週刊現代』に掲載された麻原の自白供述調書を流出させたことに対する秘密漏洩容疑で東京地方検察庁に自宅マンションが家宅捜索され事情聴取も受ける。漏洩について麻原は12月22日に告訴したが、12月25日に取り下げた。検察庁と警視庁は自白供述調書について公式に存在を否定していた。この件で東京地検は1996年1月12日に大阪弁護士会に横山の懲戒請求をした。
こうした過程で、横山の独特のキャラクターはマスメディアの注目を集め、連日連夜報道機関から追い回された。
1996年6月13日、横山は麻原の自白供述調書を『週刊現代』に掲載させたことや、受任した債務整理放置疑惑のため、大阪弁護士会から除名の懲戒処分を受け、弁護士を廃業した。その後は大阪府河内長野市で、かねてから関心のあった歴史（世界史）を研究しながら余生を送った。また弁護士廃業後も、何度かテレビ番組に出演している。
2006年7月18日、肺癌を患い闘病中であるとメディアの取材で明かした。2006年春先、別の病気で診察を受けた際に判明、余命宣告も出されて体力的にもたないと本人は延命治療を拒否してホスピスに入ろうともしたが、家族が抗がん剤による治療を勧め、本人も承諾することになった。転移はなく、治療の結果、危機的な状態からは脱し、その後は自らが「敗訴した裁判を担当した検事や裁判官の悪行を、実名で告発する」というテーマで本を執筆中だったという。同年暮れには自宅で闘病を続けていたが食が細くなって臥せっており、取材も一切受けない状態だった。
写真週刊誌『FLASH』2007年8月21日・8月28日号（8月7日発売）の特集「人権派弁護士100人名鑑」の中で麻原の弁護人として紹介され、「故人」と表記された。2007年1月から8月までの間に79歳で死去していたとみられる。

## 人物
苦労して弁護士になっただけに人情家であったが、その一方頑固一徹で偏屈なところがあった。
「私は有能な弁護士であるという自信があります」「事務所にある法律関係の本は六法です」と公言。
ヘビースモーカーで、いつも両切りのピースをくわえているのがトレードマークであった。甘いもの好きで、阿佐谷の喫茶店でオレンジジュースをおいしそうに飲む姿が数回テレビ放映された。一方、歯磨きが嫌いで、虫歯のためほとんど歯がなかったとされる（弁護士廃業後のテレビ出演では、入れ歯をしていた）。ベレー帽とネクタイなしのシャツに背広の上着、ショルダーバックが定番であり、独特のキャラクターや風貌により、オウム事件後の知名度は急上昇した。
2004年、2005年の『年越しロンドンハーツ』に特別出演し、マスコミに揉みくちゃにされる自虐ネタを自ら買って出て演じた。なお2回とも出演はこのシーンのみである。

## オウム真理教事件
1995年5月16日の麻原逮捕の後、6月9日、弁護人不在の麻原と接見し、麻原から選任され私選弁護人となる。なお、安田好弘によると、横山以外にずっと麻原に接見することが可能な弁護士がいたとのことである。当時はオウム真理教の幹部が連日連夜報道番組などに出演して芸能人のような扱いを受けており、横山も同様の扱いを受けた。
横山は、その独特の雰囲気やしゃべり方から「横弁」のあだ名がつくほどの人気を得た。しかし、日を経るごとに、債務整理で依頼者から受け取った金をサラ金業者に支払わなかった疑惑が取り沙汰され、これに関することでもマスコミに追い回されることとなった。マスコミに対し、当初は「や、や、やめてくださ〜い」と当惑しながらも冷静で丁寧な対応をしていたが、やがてそのあまりのしつこさに怒りをあらわにするようになった。その際の「この〜、大馬鹿者が!」「バカモンっ!」「もう～、やめてえっ！」などの発言は、タモリ、志村けん、岡村隆史、坂崎幸之助、加藤茶などに物真似された。

## 弁護士資格取り消しの経緯
麻原の私選弁護人就任後、自白供述調書の『週刊現代』掲載の犯罪性や弁護士費用の着服などが連日マスコミに取り沙汰され、横山に対して弁護士法違反や横領で逮捕も近いと連日報道された。横山が最初に弁護人解任されてから再任されるまでの間に、裁判所の判断により国選弁護人がつけられ、再任後は私選弁護人の横山と国選弁護人がつけられたままの異例の事態に発展する。当初より、国選弁護団の氏名は匿名希望とされ、報道各社も団長の渡辺脩、副団長の大崎康博、主任弁護人の安田好弘（逮捕後）、三島浩司（途中から）以外は氏名を一切明らかにしていない。三島については2001年に公安調査庁のスパイであることが発覚したが、麻原の弁護人を判決まで続けた。
国選弁護人は初公判の日時をめぐり、裁判所と激しく対立する。早く公判を開きたい裁判所側は、国選弁護人と意見の合わない横山に注目し、横山を麻原の主任弁護人にすることを画策するが、国選弁護人らにより阻止された。
12月2日、横山は私選弁護人を再び解任される。受任した9名の債務整理放置やサラ金業者との提携のほか、再解任後に週刊誌の取材を受けて麻原の承諾なしに知り得た事実について公開し謝礼を受け取ったことや、公判が始まる前に週刊誌に麻原の自白供述調書を麻原の承諾なしに渡して謝礼を受け取ったことを理由に、1996年6月13日、大阪弁護士会から除名処分を受けた。1997年12月13日、弁護士法第17条3号により弁護士資格を失った。

## 名誉毀損訴訟
大阪弁護士会に所属する弁護士山之内幸夫が「横山弁護士は大阪弁護士会2000人のうち2001番目の弁護士だ」「弁護士の範疇に入らんヤツ」「あいつの左手小指が欠損しているのはやくざの女に手を出して、詰めさせられたからだ」などとワイドショーや雑誌で発言し名誉を毀損したとして、山之内を相手に民事訴訟を起こした。1審では敗訴したが、2審で勝訴し、30万円の損害賠償請求が認められた。
写真週刊誌の『FLASH』も横山が大阪弁護士会で2001番目の弁護士だという記事を掲載し、名誉毀損だとの横山の訴えを大阪府警察が受理し、『FLASH』編集者を1日7時間、2日にわたって取り調べをした。
他方で、弁護士浜辺陽一郎が「こうしたボケたような弁護士」と記載したことに対して、浜辺と出版社の三省堂を提訴した事件では、一審では勝訴したものの、二審の東京高等裁判所では、「多くの一般国民が共通して抱いていた印象だと認められる」として逆転敗訴した。

## 著書
- 『大馬鹿者 私の話を聞きなさい』（ディ・エス・シー、1996年）ISBN 4795240280